# Streptococcus iniae
Espèce
Streptococcus iniae est le nom d'un micro-organisme pathogène de la famille des streptocoques, gram-positive.

## Description et caractéristiques
Depuis son isolement sur un dauphin d'eau douce d'Amazonie dans les années 1970, S. iniae est apparu comme un pathogène majeur des poissons en aquaculture dans le monde entier, débouchant sur des centaines de millions de dollars de pertes annuelles. Depuis sa découverte, des infections à S. iniae ont été rapportées chez au moins 27 espèce de poissons sauvages ou d'élevage du monde entier, d'eau douce ou salée. Les infections chez le poisson se manifestent comme une méningoencephalite, avec des lésions cutanées et une septicémie.

### Effets sur l'Homme
S. iniae peut occasionnellement infecter des humains, notamment des pêcheurs ou pisciculteurs asiatique. Des infections humaines peuvent avoir comme symptômes des infections plus ou moins localisées, un syndrome de choc toxique, ainsi qu'une inflammation de la peau, des disques intervertébraux ou la couche intérieure du cœur. L'identification S. iniae en laboratoire peut être difficile, car les méthodes conventionnelles ont d'identification des streptocoques ont montré des résultats peu satisfaisants. Plusieurs antibiotiques sont utilisés pour traiter des infections à S. iniae.

## ALa Réunion
En mars 2014, un phénomène de blanchissement des coraux (entraînant leur forte mortalité) a été observé sur l'île de La Réunion, corrélé à un épisode de mortalité massive des poissons dû à une épidémie de S. iniae, dont la prolifération pourrait être due à un surenrichissement des eaux du lagon. Cette épidémie meurtrière semble s'être résorbée naturellement après quelques semaines, mais continue de susciter la perplexité et l'inquiétude des autorités.
Plusieurs dizaines de milliers de poissons ont été retrouvés morts à l'occasion de cette épidémie, chiffre ne prenant pas en compte la masse de poissons consommés par des charognards avant d'avoir touché le bord, ou ceux qui ont coulé.

## Liste des souches
Selon NCBI (9 septembre 2014) :
- non-classé Streptococcus iniae 9117
- non-classé Streptococcus iniae IUSA1
- non-classé Streptococcus iniae KCTC 11634BP
- non-classé Streptococcus iniae SF1
- non-classé Streptococcus iniae SI25